# Nueva Canarias
Nueva Canarias (NC, conosciuto anche come NCa) è un partito politico nazionalista canario di centro-sinistra.

## Storia
Il partito è stato fondato il 26 febbraio del 2005 da Román Rodriguez, ex-presidente del Governo delle Canarie, sull'isola di Gran Canaria, dopo la scissione di alcuni membri di Iniziativa Canaria Nazionalista (Iniciativa Canaria Nacionalista, ICAN) dal partito di governo, Coalición Canaria. Dopo la nascita del partito, i senatori e i deputati che ne facevano parte (uno per ogni camera) minacciarono di rompere il governo insulare. Grazie a questa tattica, riuscirono a formare il gruppo politico di governo Coalición Canaria-Nueva Canarias. Malgrado quest'iniziale collaborazione con l'altro "grande" partito nazionalista canario, la situazione non durò a lungo: nel 2007, Nueva Canarias e Coalición Canaria si presentarono separatamente alle elezioni.
Dal 2007 ad oggi, Nueva Canarias è una delle prime quattro forze politiche più votate nella regione, riuscendosi a guadagnare in tutte le elezioni generali (tranne al primo giro delle elezioni del 2019) anche un posto nel Parlamento Generale Spagnolo. Oltre a questo, Nueva Canarias continua ad essere parte fondamentale del governo di molti comuni e provincie delle Isole Canarie, riuscendo perfino a governare in solitaria in certe occasioni. 
Alle elezioni europee del 2019, Nueva Canarias si presenta dentro la candidatura Compromiso por Europa, una coalizione formata dai Verdi (Verdes de Europa) e da altri partiti regionalisti minori dello scenario politico spagnolo.

## Risultati elettorali
| Elezione               | Voti    | Seggi   |
| ---------------------- | ------- | ------- |
| Generali 2008          | 37.968  | 0 / 350 |
| Generali 2011          | 143 881 | 1 / 350 |
| Generali 2015          | 218.413 | 1 / 350 |
| Generali 2016          | 220.152 | 1 / 350 |
| Generali aprile 2019   | 36 225  | 0 / 350 |
| Generali novembre 2019 | 124 289 | 1 / 350 |